# Didemnum via
Didemnum via är en sjöpungsart som beskrevs av Kott 200. Didemnum via ingår i släktet Didemnum och familjen Didemnidae. Inga underarter finns listade i Catalogue of Life.